# Wojownicze Żółwie Ninja
Wojownicze Żółwie Ninja (ang. Teenage Mutant Ninja Turtles, TMNT; w dosłownym tłumaczeniu Nastoletnie Zmutowane Żółwie Ninja) – grupa fikcyjnych postaci (superbohaterów), występujących w komiksach wydawnictwa Mirage Studios, a także wszelkich adaptacjach komiksów. Autorami postaci są  Kevin Eastman i Peter Laird. Pierwszą publikacją z ich udziałem był komiks Teenage Mutant Ninja Turtles vol.1 #1 (maj 1984). Wojownicze Żółwie Ninja powstały w listopadzie 1983 roku, kiedy to Eastman dla żartu narysował obrazek z dopiskiem Ninja Turtle, przedstawiający stojącego na kończynach tylnych żółwia, który nosił maskę i dzierżył nunczako. Później Eastman rozwinął ten pomysł, rysując trzy kolejne żółwie, które wyposażone były w różnego rodzaju broń białą, jaką posługiwali się ninja. Laird dodał wówczas do nazwy Teenage Mutant. Twórcy z początku chcieli, by postacie nosiły imiona japońskie, jednak szybko odrzucili ten pomysł i każdemu z bohaterów nadali imiona włoskich malarzy i rzeźbiarzy renesansu: Leonardo (Leonardo da Vinci), Michelangelo (Michał Anioł), Donatello (Donatello) oraz Raphael (Rafael Santi). 
Wojownicze Żółwie Ninja to drużyna czterech żółwi, które w wyniku działania mutagenu przeobraziły się w antropomorficzne istoty o dużej inteligencji. Pod okiem ich sensei – antropomorficznego szczura o imieniu Splinter, zostali wyszkoleni w sztuce ninjutsu. Zamieszkując w odosobnieniu kanalizację burzową w Nowym Jorku, cztery żółwie stały się obrońcami miasta, toczącymi bój z pospolitymi przestępcami, mistrzami zbrodni, innymi mutantami lub najeźdźcami z kosmosu. Ich zawołaniem bojowym jest „Cowabunga!”. Ulubionym daniem żółwi jest pizza.
Szczyt popularności postaci przypadał na przełom lat 80. i 90. XX wieku. Na podstawie komiksów powstał szereg różnych adaptacji telewizyjnych oraz kinowych, jak również gier komputerowych i całej gamy innych towarów dystrybuowanych na bazie franczyzy. W Polsce komiksy z udziałem Wojowniczych Żółwi Ninja były wydawane przez nieistniejące już wydawnictwo TM-Semic (21 numerów) i Egmont (20 numerów + 16 książeczek).

## Historia
Pewnego dnia dwóch, małych, bezdomnych chłopców – Yoshi i Mashimi – spotkało mężczyznę, który nazywał się Ancient One. Zaprosił ich do siebie do domu na obiad, po czym zaprzyjaźnił się z nimi. Adoptował ich. Uczył ich ninjutsu przez wiele lat. Ale po latach przyjaźń chłopców, którzy byli dla siebie jak bracia, została zachwiana przez dziewczynę – Tang Shen. Dziewczyna przychodziła do mistrza chłopców, żeby zajmować się domostwem. Mashimi i Yoshi zakochali się w niej. Tang Shen to zauważała, wolała Yoshiego. Mashimi nie mógł się z tym pogodzić. Pewnego wieczoru cała trójka wybrała się na spacer po mieście. Nagle zauważyli, że ninja atakują nieznajomego. Yoshi i Mashimi ruszyli na ratunek. Okazało się, że nieznajomym był Mortu, który zaproponował im dołączenie do Strażników. Jednak Ancient One nie zgadzał się na to, ale chłopcy i tak dołączyli do nich i musieli pokonać Shreddera Utromsa. Jednak podczas walki z nim, Mashimi przyłączył się do Shreddera i stał się jednym z Foot ninja. Pewnego wieczoru, gdy Yoshi wyszedł do Utromsów, Mashimi przyszedł do Tang Shen i ją zabił. Yoshi pomścił swą ukochaną i zamordował Mashimiego. Po Tang Shen Yoshiemu został tylko jej szczur, którego nazwał Splinter. Razem z Utromsami przybył do Nowego Jorku, gdzie założył szkołę sztuk walki. Jednak Shredder odnalazł Yoshiego i chciał wyciągnąć informacje o siedzibie Utromsów, ale Yoshi milczał, więc Shredder go zabił. Podczas walki klatka ze szczurem rozbiła się. Splinter był wolny. Był świadkiem, jak o mały włos ciężarówka nie przejechała niewidomego, ale podczas hamowania i nagłego skrętu spod plandeki wypadł pojemnik. Wypadając zbił trzymany przez chłopca słój z czterema żółwiami i razem z nimi wpadł do otwartej studzienki kanału. Pojemnik się rozbił, a zawarta w nim ciecz oblała żółwie. Splinter próbował zmyć ją z ich skorup i tym samym sam się nią umazał. Cała piątka zaczęła rosnąć i stawać się inteligentniejsza, aż w końcu zaczęli chodzić na dwóch nogach i mówić. Wtedy Splinter rozpoczął naukę, w ramach której uczył ich walki wręcz, posługiwania się bronią oraz skradania się. Znalazł pewnego razu książkę o renesansie, wybrał z niej imiona dla podopiecznych: Leonardo, Michelangelo, Donatello oraz Raphael. Z czasem stali się prawdziwymi ninja.

## Bohaterowie

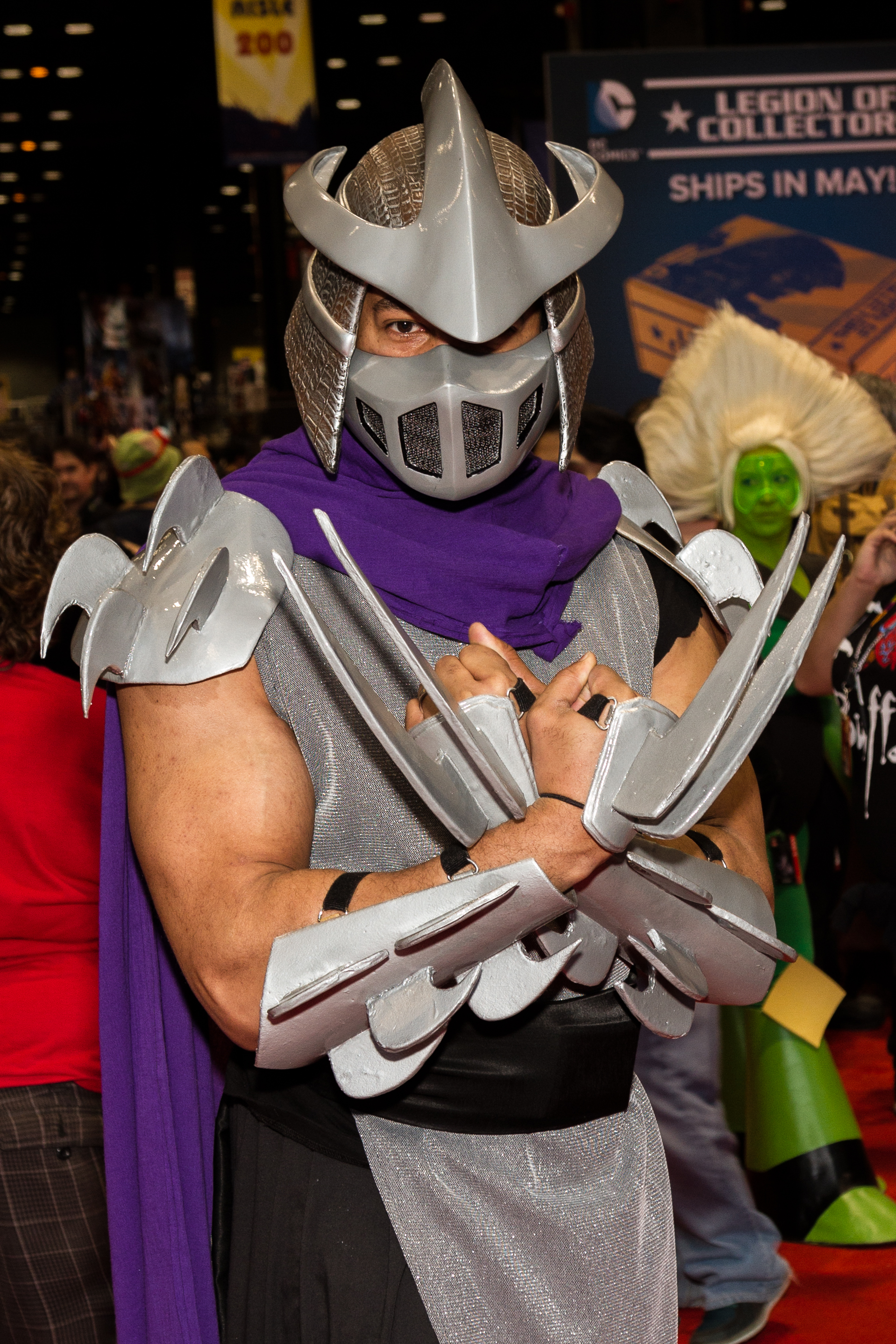
Shredder (cosplay)

- Leonardo – honorowy żółw, przywódca czwórki. Zawsze stosuje się do kodeksu Bushidō. Jego bandana ma niebieski kolor. Jako broni używa dwóch katan.
- Donatello – „mózg” grupy, wynalazca, mechanik. Kieruje się inteligencją i rozumem, zawsze myśli, zanim coś zrobi. Fioletowy to kolor bandany, którą nosi. Jego bronią jest kij bō.
- Michelangelo – żółw z wielkim poczuciem humoru. Jego dziwaczne pomysły nie raz wpędziły go i jego przyjaciół w kłopoty. Ma pomarańczową bandanę i dwa nunchaku jako broń.
- Raphael – impulsywny, waleczny i agresywny żółw. Zawsze idzie własną drogą i prawie nigdy nie zgadza się z innymi lecz w sezonie 3 zdejmuje maskę twardziela i czuwa nad Leonardem czekając kiedy się obudzi (po wygraniu z krangami wraca do dawnego stylu). Walczy dwoma sai i nosi czerwoną bandanę.
- Splinter – honorowy szczur, sensei żółwi. Po odnalezieniu swych podopiecznych nauczył ich ninjutsu.
- April O'Neil – przyjaciółka żółwi. Ma rude włosy i zielone oczy. Jest zakochana w Caseyu lecz nie przyznaje się do tego.
- Casey Jones – przyjaciel żółwi. Często z nimi walczy. Nosi maskę hokeisty. Podkochuje się w April.
- Shredder / Oroku Saki – Mistrz ninjutsu, główny przeciwnik Żółwi. Znając umiejętności Leonarda próbował przeciągnąć go na swoją stronę ofiarowując mu miecz wykonany z najczystszej stali. Zawsze chce przeciągnąć jakiegoś żółwia na ciemną stronę.
- Rocksteady i Bebop – pomocnicy Shreddera, mutanci.
- Krang – potwór z wymiaru X, (postać przypominająca mózg w ciele robota).

## Kontrowersje
Autorom Wojowniczych Żółwi Ninja zarzuca się wzięcie części pomysłów z serii komiksów o Daredevilu wydawnictwa Marvel Comics. Zwraca się uwagę na niektóre uderzające podobieństwa pomiędzy postaciami Kevina Eastmana i Petera Lairda a superbohaterem autorstwa Stana Lee: Sensei żółwi, szczur Splinter, jest aluzją do Sticka – mentora niewidomego Matta Murdocka. Klan Stopy w serii Lairda i Eastmana to nawiązanie do innego klanu ninja z komiksów o Daredevilu, znanym jako The Hand. Kolejną zbieżnością jest geneza Żółwi oraz Daredevila. W obu historiach istotną rolę odgrywa tajemnicza substancja. Natomiast okładka pierwszego numeru była parodią jednej okładek komiksu Ronin autorstwa innego znanego twórcy komiksów – Franka Millera.
W krajach Europy Zachodniej, a zwłaszcza w Wielkiej Brytanii, emitowany od 1988 roku pierwszy serial animowany o przygodach postaci wzbudził pewne kontrowersje. Tyczyło się to przede wszystkim obecności w nim broni białej, która nie mogła być zbyt często pokazywana w telewizyjnych produkcjach dla dzieci. Szczególnie dotyczyło to scen z udziałem Michelangelo, gdyż używane przez niego nunczako jest w Wielkiej Brytanii objęte zakazami. Na dodatek nazwa serialu została zmieniona na Teenage Mutant Hero Turtles, ponieważ słowo „ninja” miało zdaniem cenzury zbyt brutalną konotację.

## Adaptacje

### Seriale animowane
- Wojownicze Żółwie Ninja (Teenage Mutant Ninja Turtles, 1987)
- Wojownicze Żółwie Ninja (Teenage Mutant Ninja Turtles, 2003)
- Wojownicze Żółwie Ninja (Teenage Mutant Ninja Turtles, 2012)
- Wojownicze Żółwie Ninja: Ewolucja (Rise of the Teenage Mutant Ninja Turtles, 2018)
- Opowieści o Wojowniczych Żółwiach Ninja (Tales of the Teenage Mutant Ninja Turtles, 2024)

### Filmy animowane
- Mutant Turtles: Superman Legend (jap. ミュータントタートルズ 超人伝説編 Myūtanto Tātoruzu: Chōjin Densetsu-hen) – reż. Shunji Taiga (1996)
- Wojownicze Żółwie Ninja (Teenage Mutant Ninja Turtles) – reż. Kevin Munroe (2007)
- Batman kontra Wojownicze Żółwie Ninja (Batman vs. Teenage Mutant Ninja Turtles) – reż. Jake Costorena (2019)
- Wojownicze Żółwie Ninja: Ewolucja – Film (Rise of the Teenage Mutant Ninja Turtles: The Movie) –   reż. Ant Ward, Andy Suriano (2022)
- Wojownicze Żółwie Ninja: Zmutowany chaos (Teenage Mutant Ninja Turtles: Mutant Mayhem) – reż. Jeffrey "Jeff" Rowe (2023)

### Seriale aktorskie
- Wojownicze żółwie ninja – następna mutacja (Ninja Turtles: The Next Mutation) – reż. Robert Lee, Ed Anders, Richard Flower (1997)

### Filmy aktorskie
- Wojownicze Żółwie Ninja (Teenage Mutant Ninja Turtles) – reż. Steve Barron (1990)
- Wojownicze Żółwie Ninja II: Tajemnica szlamu (Teenage Mutant Ninja Turtles II: The Secret of the Ooze) – reż. Michael Pressman (1991)
- Wojownicze Żółwie Ninja III (Teenage Mutant Ninja Turtles III) – reż. Stuart Gillard (1993)
- Wojownicze Żółwie Ninja (Teenage Mutant Ninja Turtles) – reż. Jonathan Liebesman (2014)
- Wojownicze żółwie ninja: Wyjście z cienia (Teenage Mutant Ninja Turtles 2) – reż. Dave Green (2016)